# Измайлов, Андрей Юрьевич
Андре́й Ю́рьевич Изма́йлов (род. 7 апреля 1961, Москва) — российский учёный, специалист по механизации, электрификации и автоматизации сельского хозяйства. Академик РАН (2013) и член её президиума, РАСХН (2012), доктор технических наук (2008). С 2005 года директор Всероссийского научно-исследовательского института механизации сельского хозяйства — ныне (с 2016) Федерального научного агроинженерного центра ВИМ.
Лауреат премии Правительства Российской Федерации в области науки и техники (2013). Почётный работник Агропромышленного комплекса России (2010).

## Биография
Окончил Московский институт инженеров сельскохозяйственного производства (1983). Затем прошёл путь от помощника мастера до директора (1996—2005) Машиностроительного завода опытных конструкций. С 2005 г. директор Всероссийского научно-исследовательского института механизации сельского хозяйства. В 2016 году на базе трех институтов, ВИМ, ВИЭСХ, ГОСНИТИ, был создан Федеральный научный агроинженерный центр ВИМ, возглавил который А. Ю. Измайлов.
Главный научный редактор «Международного научного журнала», член редколлегий журналов «Тракторы и сельхозмашины» и «Садоводство и виноградарство».
Докторская диссертация — «Техническое обеспечение транспортной логистики в технологиях производства сельскохозяйственной продукции» (Всероссийский научно-исследовательский технологический институт ремонта и эксплуатации машинно-тракторного парка — ГОСНИТИ).
Награжден золотой медалью «За вклад в развитие агропромышленного комплекса России» (2007).
Опубликовал более 300 научных трудов.